# Lena Willemark

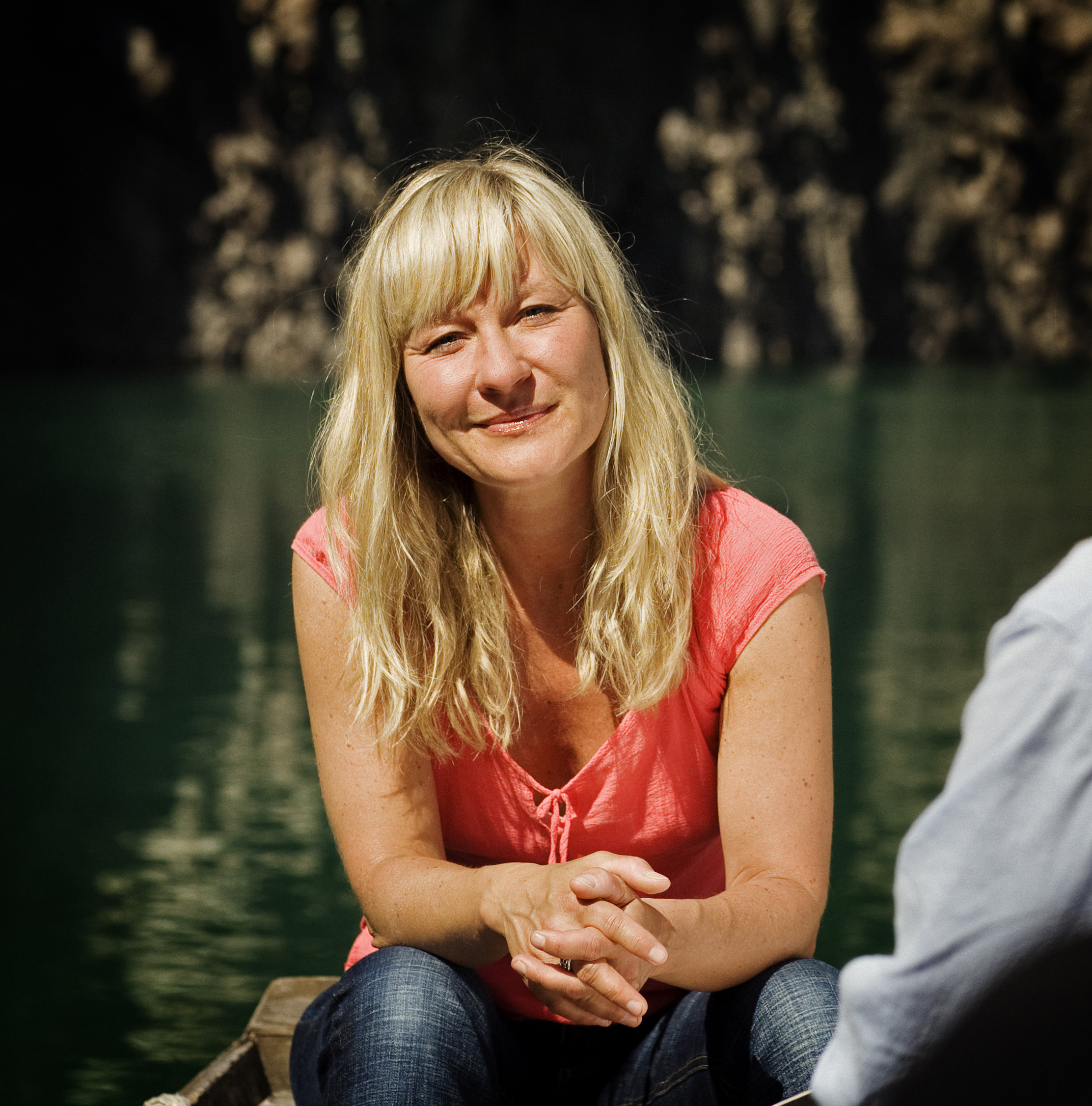

Lena Willemark (n. 1960 - Älvdalen, Dalarna, Suecia). Es una cantante, multiinstrumentista y compositora sueca. 
Es una destacada instrumentista de flauta y violín, especializada en música folk sueca. También es miembro de la Royal Swedish Academy of Music. Durante décadas, Willemark ha colaborado con destacados músicos de jazz -como con sus compatriotas Bobo Stenson y Palle Danielsson- y de folk.

## Premios y reconocimientos
Entre otros:
- 1994 Swedish Grammis en Folkmusic.
- 1994 Preis der deutschen Schallplattenkritik.[3]

## Discografía
Gran parte de sus discos han sido grabados con el sello ECM.
- Lena Willemark När som gräset det vajar, 1989
- Lena Willemark/Ale Möller/Per Gudmundsson Frifot, 1991
- Frifot with Kirsten Bråten-Berg, Musique des vallées scandinaves (Suède - Norvège), 1993
- Lena Willemark/Ale Möller Nordan, 1994 (ECM)
- Enteli Enteli, 1994
- Elise Einardotter Ensemble Senses, 1995
- Ale Möller Hästen och Tranan, 1996
- Lena Willemark/Ale Möller Agram, 1996 (ECM)
- Frifot Järven, 1996
- Enteli Live, 1997
- Frifot Frifot, 1999 (ECM)
- Lena Willemark Windogur, 2000
- Frifot Sluring, 2003
- Lena Willemark Älvdalens Elektriska, 2006
- Frifot Flyt, 2007

Lena también aparece en numerosas grabaciones y compilaciones, entre otras:
- Johan Hedin Angel Archipelago, 1998
- Groupa Månskratt, 1990
- Anders Jormin In Winds, In Light, 2003 (ECM)
- Various artists Finlir och Gold (compilation)
- Various artists Varjehanda folkmusik (Musica Sveciae 3)
- Various artists Lockrop & vallåtar (Musica Sveciae 8)
- Various artists Blod, lik & tårar (Musica Sveciae 19)
- Various artists Folkmusik i förvandling (Musica Sveciae 25)
- Various artists Visfolk och tralltokar
- Various artists Carl Michael Bellman
- Various artists Folksamling